# سنجاب فینلیسون
سنجاب فینلیسون (نام علمی: Callosciurus finlaysonii) نام یک گونه از سرده زیباسنجاب‌ها است.